# Murici dos Portelas
Murici dos Portelas é um município brasileiro do Estado do Piauí.

## História
De acordo com a lei estadual nº 4810, de 14 de dezembro de 1995, o local foi promovido à categoria de distrito e de município, sendo assim desmembrado dos municípios de Esperantina, Buriti dos Lopes e Joaquim Pires.
Mas a verdade é que a história do Murici começa muito antes disso. De acordo com o Prof Elione Sales, que fez inúmeras pesquisas sobre a origem do município, a história desta encantadora cidade começa em meados de 1800 quando o Sr. Francisco José de Oliveira Portela chega na região e começa a demarcar território, criando uma poderosa fazenda. Com o tempo começou a se formar uma pequena vila que no século XX tornou-se município de Buriti dos Lopes, fazendo com que os herdeiros perdessem muito poder na região, mas trouxe muitos benefícios.
O que favoreceu bastante a emancipação da cidade, foi a gestão do Então prefeito de Buriti dos Lopes na época, Guilherme Portela, que foi levando água, luz e favorecendo assim, o seu desmembramento.
Hoje com vinte e seis anos.

## Geografia
Localizado na microrregião do Litoral Piauiense, compreendendo uma área irregular de 481,521 km², tendo como limites o estado do Estado do Maranhão (Magalhães de Almeida) ao norte, ao sul com Joaquim Pires e Caxingó, a oeste com Joaquim Pires e Estado do Maranhão e, a leste, Caxingó.
A sede municipal tem as coordenadas geográficas de 03o19’08” de latitude sul e 42o05’38” de longitude oeste e dista cerca de 261 km de Teresina e 90 km de Parnaíba. Tem uma população de 9.258 (2020) habitantes.

## Clima
Temperatura mínima de 25 °C e máxima de 35 °C, podendo ultrapassar esse valor no verão.
O ciclo de chuvas não é muito exato podendo iniciar nos meses de janeiro ou fevereiro e prolongando-se até o mês de junho. No verão o Sol castiga e para piorar a umidade do ar diminui, deixando o clima mais quente. Nos últimos anos a taxa pluviométrica tem diminuído prejudicando a agricultura arcaica.

## Hidrografia
O município é banhado pelo Rio Parnaíba. Além disso é composta por lagoas e riachos temporários. Um exemplo é a lagoa do Listrin (localizado em Touros), lagoa do Socego (em Santana), Maçanzeira, que é um riacho temporário que se encontra na sede do município.
No inverno o Rio Parnaíba transborda causando enchentes, que por muitas cobrem vastas áreas do município. No período de vazão, os pescadores aproveitam, pois nesse período há uma grande quantidade de peixes. Também os lavradores de arroz e feijão aproveitam para cultivarem, ajudando a crescer a economia local.

## Economia
A economia é baseada na agropecuária e prefeitura municipal. As atividades comerciais realizadas na cidade restringem-se a comércios de vários gêneros, sendo a fonte de renda da população proveniente da prefeitura, Bolsa Família e agropecuária.